# Pueyo
Pueyo (cooficialmente en euskera: Puiu) es un municipio español de la Comunidad Foral de Navarra, situado en la merindad de Olite, en la comarca de Tafalla, en la Valdorba o valle de Orba y a 29 km de la capital de la comunidad, Pamplona. Su población en 2020 era de 361 habitantes (INE) y tenía una densidad de 17,01 hab./km². 

## Toponimia
Pueyo es una evolución del término latín Podium. En navarroaragonés Pueyo significa "montaña" o "cabezo". 
En euskera evolucionó a Puiu. Queda constatado bajo el término "Puyu mendia" en 1563, tal y como recoge Mikel Belasko.
En noviembre de 2020, el consistorio aprobó en pleno la denominación bilingüe de la localidad, siendo esta aceptada por el Gobierno de Navarra, y figurando ahora como Pueyo / Puiu.
Inicialmente adscrita a la zona no vascófona por la Ley Foral 18/1986, en 2017 el Parlamento navarro aprobó el paso de Pueyo a la Zona mixta de Navarra.
El gentilicio de los habitantes de Pueyo es poyés-a. En euskera es puiuarra, compuesto por el nombre del pueblo y el sufijo -(t)arra.

## Símbolos

### Escudo
Trae de gules y las cadenas de Navarra en orla, cruz y sotuer de oro. Por timbre un yelmo empenachado. Este blasón es el mismo que el de Navarra, con la única diferencia de que está timbrado de casco en vez de corona y carece de esmeralda.

## Geografía
Pueyo es uno de los pueblos comprendidos en la Valdorba, dentro de la comarca de Tafalla. Se sitúa a 34 kilómetros de Pamplona. El término municipal está atravesado por la autopista de Navarra (AP-15) y por la carretera nacional N-121 (Pamplona-Tudela), además de por una carretera local que conecta con el municipio de Leoz. El relieve del municipio está definido por el pequeño valle formado por el río Cidacos y los arroyos que desaguan en él y por otra zona más abrupta e irregular que circunda el valle. La altitud oscila entre los 637 metros al oeste (pico Busquil) y los 440 metros a orillas del río Cidacos. El pueblo se alza a 558 metros sobre el nivel del mar.
| Noroeste: Garínoain | Norte: Garínoain | Noreste: Garínoain y Leoz |
| Oeste: Artajona     |                  | Este: Leoz                |
| Suroeste: Tafalla   | Sur: Tafalla     | Sureste: Leoz             |

## Historia
Parece haber existido algún tipo de hábitat prehistórico en el término municipal de Pueyo, en las inmediaciones de la Ermita de San Criz o San Quirico.

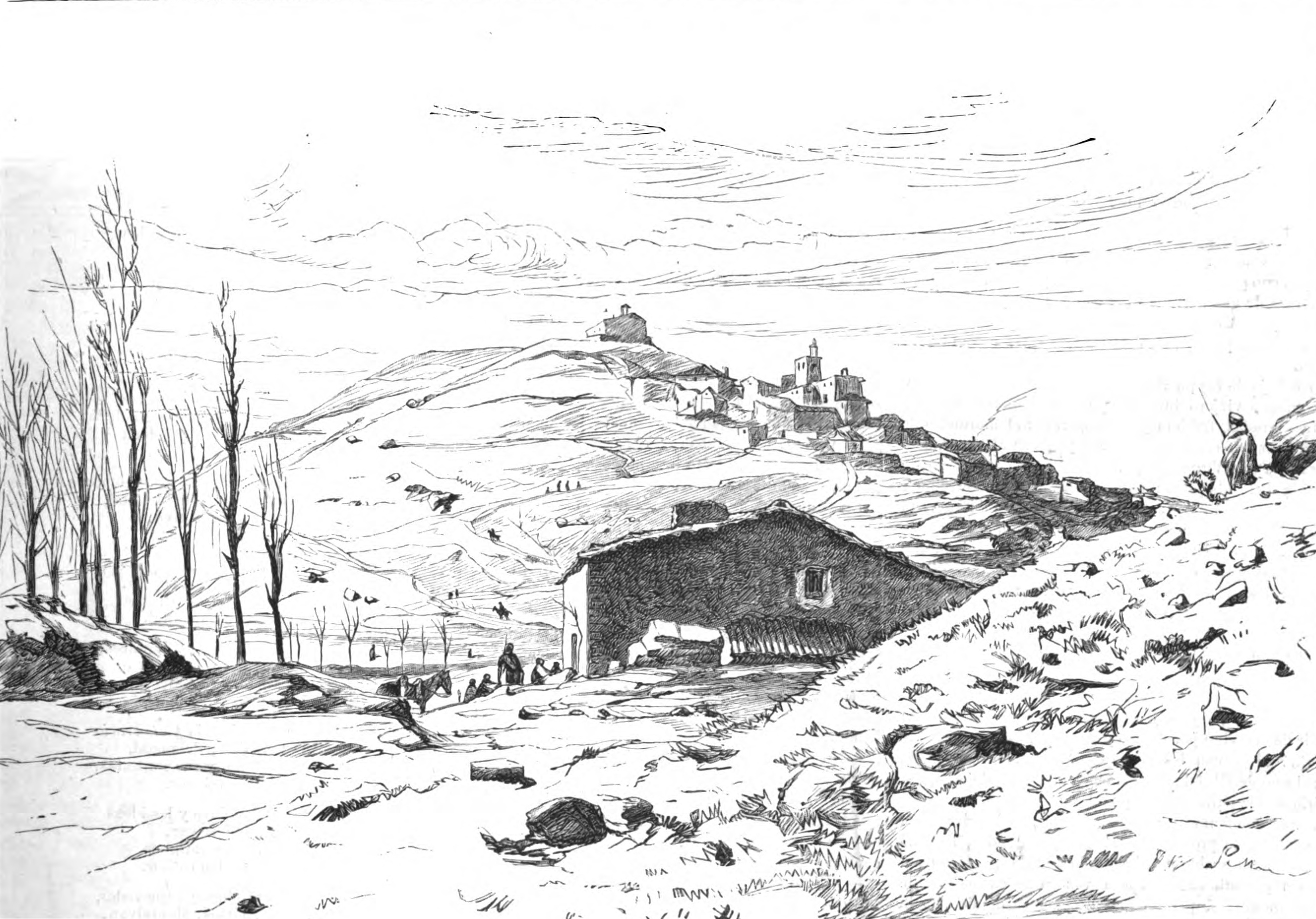
Vista general de Pueyo en la segunda mitad del

Pascual Madoz documenta varios despoblados: Ariamain (junto a Sansoáin), Villanueva o Villava (cerca de Tafalla) despoblado para finales del siglo XV y Oibar de Yuso super Tafalia Monasterio que la reina Estefanía y su hijo Sancho el de Peñalén donaron al monasterio de San Salvador de Leyre con todas sus pertenencias, incluida su parte en la leña del monte de "Sanssoan" en 1055.
En la antigüedad existió un fuerte castillo, que fue seguramente el que dio nombre al despoblado de Gaztelugaña o Castalugaña. Los tiempos pasados fueron mejores para Pueyo, si hemos de creer al padre Moret y a juzgar por la cantidad con que contribuía al fisco. Debió ser de los pueblo llamados novenarios, es decir de más de 900 familias. Son muchas las ruinas que existen en su contorno y que hablan de pasadas grandezas. Pagaba su pecha con Tafalla y era esta de 400 cahíces de trigo y otros tantos de cebada. En 1264 Teobaldo II prometió a sus labradores que si pagaban tal cantidad, no serían enajenados de la corona ni se les exigiría los homicidios casuales. Fue donado por el Príncipe de Viana a María Armendáriz, durante su vida, con la jurisdicción baja y mediana.

## Demografía
Pueyo cuenta con una población de 361 habitantes (INE 2024).
| Gráfica de evolución demográfica de Pueyo entre 1842 y 2021                                                         |
| |
| Población de derecho según los censos de población del INE Población de hecho según los censos de población del INE |

## Administración y política
| Partido político              | 2019  | 2019       | 2015  | 2015       | 2011  | 2011       | 2007 | 2007       | 2003  | 2003       | 1999  | 1999       | 1995  | 1995       | 1991 | 1991       |
| Partido político              | %     | Concejales | %     | Concejales | %     | Concejales | %    | Concejales | %     | Concejales | %     | Concejales | %     | Concejales | %    | Concejales |
| Landerri                      | 94,76 | 7          | 93,43 | 7          | 91,86 | 7          | —    | —          | 80,00 | 7          | 83,24 | 7          | —     | —          | —    | —          |
| Agrupación Electoral Santiago | —     | —          | —     | —          | —     | —          | —    | —          | —     | —          | —     | —          | 89,07 | 7          | —    | —          |

| Mandato   | Nombre                               | Partido político |
| --------- | ------------------------------------ | ---------------- |
| 2007-2011 | Pedro Leoz                           | Independiente    |
| 2011-2015 | Juan Cruz Edurza López               | Landerri         |
| 2015-2019 | Miren Nekane Salaberría Echeverría   | Landerri         |
| 2019-2023 | María Rosario Teresa Guillén Guillén | Landerri         |

## Cultura
Se destaca el folclore navarro-aragonés, así como expresiones a la hora de hablar descendientes del antiguo romance navarro-aragonés y del que hoy queda la fabla aragonesa en Huesca. La localidad ha sido frontera lingüística durante siglos. Esto se demuestra con la toponimia predominantemente euskérica frente a la de Tafalla, fundamentalmente romance.

### Fiestas
Fiestas patronales: La localidad celebra sus fiestas patronales entre el 24 y el 28 de julio en honor a Santiago.